# Blow Your Mind (Mwah)
Blow Your Mind (Mwah) è un singolo della cantante britannica Dua Lipa, pubblicato il 22 agosto 2016 come quinto estratto dal primo album in studio Dua Lipa.

## Video musicale
Il video musicale, reso disponibile il 12 settembre 2016, mostra la cantante e altre donne che escono per una serata in città, sventolando dei cartelli che dicono «Dua for president», e ballano in una zona nel centro della città.

## Tracce
Testi e musiche di Dua Lipa, Jon Levine e Lauren Christy.
Download digitale, streaming
1. Blow Your Mind (Mwah) – 2:58

Download digitale, streaming – Acoustic
1. Blow Your Mind (Mwah) (Acoustic) – 2:39

Download digitale, streaming – Remixes EP
1. Blow Your Mind (Mwah) (Alex Metric Remix) – 5:00
2. Blow Your Mind (Mwah) (Karma Kid Remix) – 3:35
3. Blow Your Mind (Mwah) (Night Moves Remix) – 4:09
4. Blow Your Mind (Mwah) (Black Saint Remix) – 5:35

## Formazione
Hanno partecipato alle registrazioni, secondo le note di copertina di Dua Lipa:
- Dua Lipa – voce
- Jon Levine – produzione, ingegneria del suono, tastiera, Fender Rhodes, basso, chitarra, programmazione batteria
- Șerban Ghenea – missaggio
- John Hanes – assistenza al missaggio
- Chris Gehringer – mastering

## Classifiche
| Classifica (2016-17) | Posizione massima |
| -------------------- | ----------------- |
| Australia            | 59                |
| Belgio (Fiandre)     | 44                |
| Belgio (Vallonia)    | 37                |
| Irlanda              | 40                |
| Portogallo           | 99                |
| Regno Unito          | 30                |
| Romania              | 49                |
| Russia               | 51                |
| Stati Uniti          | 72                |
| Ucraina              | 42                |